# Qwant
Qwant — це пошукова система, розроблена однойменною французькою компанією, яка декламує захист персональних даних.

## Пошукова система
Після дворічного етапу розробки перша бета-версія була випущена в лютому 2013 року; перша стабільна версія вийшла в липні того ж року. Сторінка результатів Qwant розділена на кілька колонок. На додаток до класичного пошуку в Інтернеті, окремо візуально відображаються розділи Live для інформації з новинних сайтів та Social для інформації з соціальних мереж, таких як Facebook, Twitter і Tumblr, а також для зображень, музики та відео. Також є розділ для реклами. Результати з відео- та графічних файлів відображаються у верхній частині екрана.
За її власними даними, 507 мільйонів пошукових запитів було зареєстровано за період менше ніж 10 місяців. На Францію припадає 65 відсотків трафіку. У тесті, проведеному Frankfurter Allgemeine Zeitung, Qwant показав приблизно такі ж результати, як Google, Bing і DuckDuckGo з погляду якості результатів пошуку.
У лютому 2014 року в Берліні було презентовано німецькомовну версію. Крім того, була налагоджена співпраця з розробниками Firefox OS, яка згодом була припинена. Також була налагоджена співпраця з TripAdvisor.
Qwant також випустив два інших варіанти пошукової системи. Qwant Lite - це зменшена і швидша версія пошукової системи, яка особливо підходить для користувачів старих браузерів або комп'ютерів з низькими ресурсами. Крім того, існує пошуковий портал для дітей та підлітків під назвою Qwant Junior, який ігнорує пошукові терміни та результати, які не підходять для цієї групи, але на старті міг запропонувати лише стартові сторінки англійською та французькою мовами.
До свого 5-го дня народження (2018) пошукова система отримала новий дизайн, а також була оптимізована для смартфонів.
У 2020 році Qwant став пошуковою системою за замовчуванням у французькій адміністрації.

## Захист даних

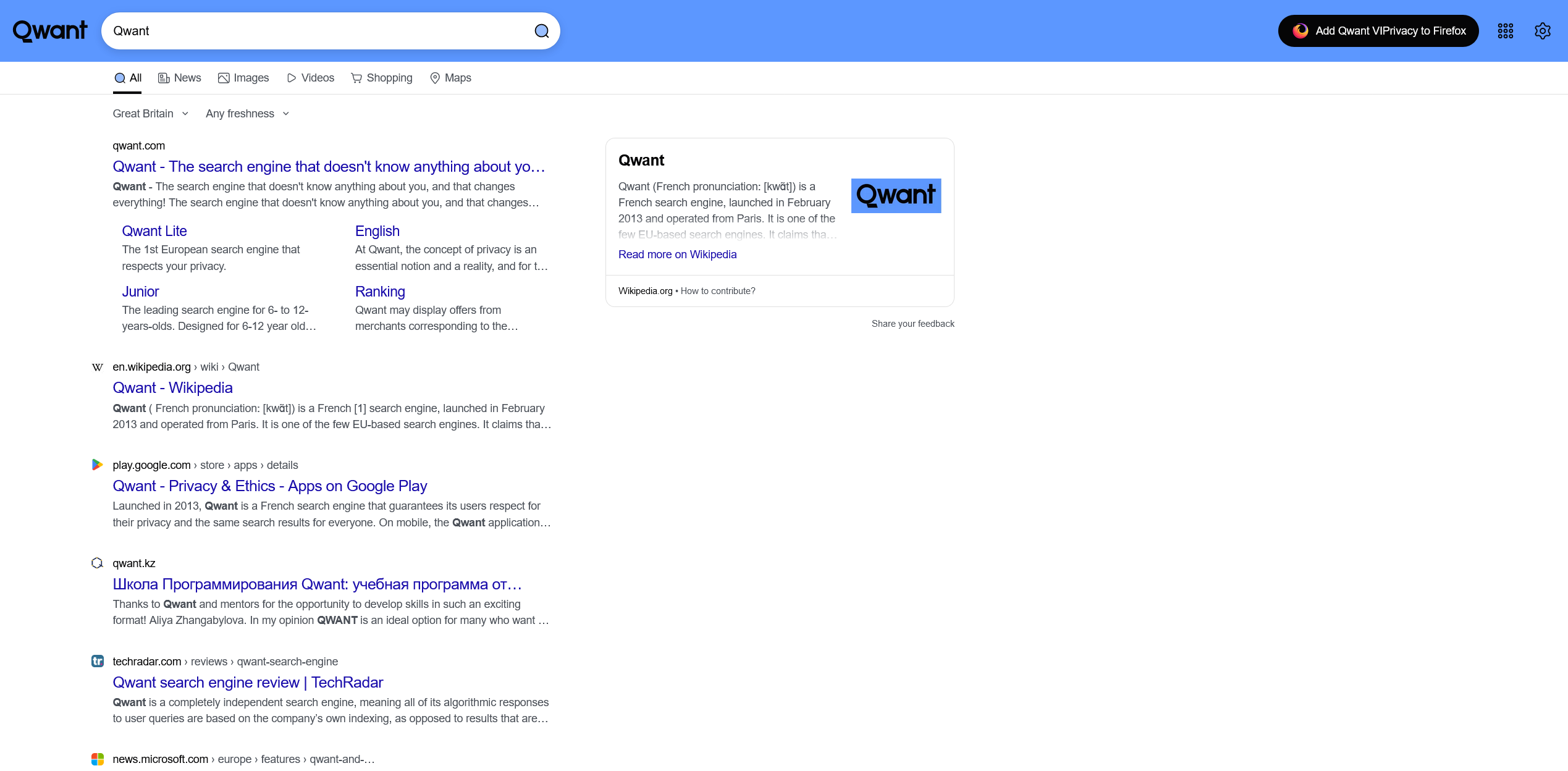
Приклад пошукового запиту на Qwant

Посилаючись на скандали пов'язані з масовим стеженням, пошукова система рекламує більш суворі правила захисту даних, ніж у конкуруючих компаній. Qwant не збирає жодних персональних даних. Qwant встановлює лише файл cookie для відповідної сесії, постійний файл браузера не створюється. Після того, як користувач залишає сайт, файл cookie негайно видаляється. Інформація про поведінку користувача не зберігається постійно. На відміну від інших пошукових систем, таких як Google або Yahoo, Qwant не надає персоналізованих результатів пошуку. Результати пошуку однакові для всіх користувачів. За словами компанії, IP-адреси не зберігаються.
Після публікації звинувачень у стеженні за одним із засновників Qwant, Еріком Леандрі, netzpolitik.org поставив під сумнів його прихильність до конфіденційності.

## Фінансування
За словами самого Qwant, його основний дохід надходить від реклами з "рекламної мережі Microsoft Bing", яка відображається на сторінці результатів Qwant[.

## Компанія

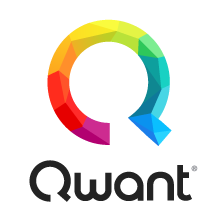
Старий логотип Qwant до перезапуску в липні 2018 року

Компанія Qwant S.A.S. була заснована у 2011 році французами Жаном-Мануелем Розаном та Еріком Леандрі, а пошукова система була запущена на ринок у січні 2013 року після дворічного етапу розробки. За словами розробників, до березня 2014 року було залучено близько 3,5 мільйонів євро інвестиційного капіталу. Оборот на той час становив близько 5 мільйонів євро на рік, а кількість співробітників — 25 осіб.
У червні 2014 року Axel Springer SE придбала 20% акцій Qwant. У 2015 році Європейський інвестиційний банк надав компанії кредит у розмірі 25 мільйонів євро.
Співзасновник Ерік Леандрі пішов з посади голови 15 січня 2020 року. Його наступником став Жан-Клод Гіноцці. Після свого відходу Леандрі заснував компанію Altrnativ, що спеціалізується на цифровому спостереженні.
У травні 2021 року генеральний директор Гіноцці попросив акціонерів схвалити продаж конвертованих облігацій на суму 8 мільйонів євро компанії Hubble, венчурному підрозділу Huawei.
Останніми роками компанія не була прибутковою. У 2020 році вона втратила 13 млн євро, у 2019 році — 23 млн євро, у 2018 році — 11,2 млн євро. Доходи за ці роки становили 7,5 млн євро, 5,8 млн євро та 3 млн євро відповідно. У 2021 році збитки склали 9 млн євро. За інформацією газети Politico, накопичені збитки в грудні 2022 року становили понад 80 млн євро, а борг компанії перевищив 47 млн євро.

## Технологічна база
Технічна інфраструктура Qwant складається з кластерів Hadoop для вебсканування, бази даних MongoDB для неструктурованих даних та самостійно розробленого індексного двигуна, який створює та зберігає вебіндекс у вигляді двійкових файлів JSON. Результати пошуку доступні через RocksDB від Facebook, ключ-значення БД. Однак, за власною інформацією, власний вебіндекс ще не завершений і тому доповнюється вебіндексом Bing (станом на 2018-11-16). За повідомленнями преси, близько двох третин результатів надходить з Bing, згідно з внутрішнім звітом французького державного Міжвідомчого управління з питань цифрових технологій (DINUM) за 2019 рік. Індекс ще не завершений.